# Аппер-Провіденс Тауншип (округ Делавер, Пенсільванія)
Аппер-Провіденс Тауншип (англ. Upper Providence Township) — селище (англ. township) в США, в окрузі Делавер штату Пенсільванія. Населення — 10 852 особи (2020).

## Демографія
Згідно з переписом 2010 року, у селищі мешкали 10 142 особи в 4137 домогосподарствах у складі 2791 родини. Було 4363 помешкання
Расовий склад населення:
| - 89,8 % — білих - 4,3 % — азіатів - 3,9 % — чорних або афроамериканців |

До двох чи більше рас належало 1,5 %. Частка іспаномовних становила 1,5 % від усіх жителів.
За віковим діапазоном населення розподілялося таким чином: 21,4 % — особи молодші 18 років, 64,2 % — особи у віці 18—64 років, 14,4 % — особи у віці 65 років та старші. Медіана віку мешканця становила 43,9 року. На 100 осіб жіночої статі у селищі припадало 96,0 чоловіків;  на 100 жінок у віці від 18 років та старших — 94,2 чоловіків також старших 18 років.
Середній дохід на одне домашнє господарство  становив 133 795 доларів США (медіана — 107 264), а середній дохід на одну сім'ю — 161 865 доларів (медіана — 140 795). Медіана доходів становила 79 528 доларів для чоловіків та 56 135 доларів для жінок. За межею бідності перебувало 3,1 % осіб, у тому числі 3,9 % дітей у віці до 18 років та 0,7 % осіб у віці 65 років та старших.
Цивільне працевлаштоване населення становило 5491 особа. Основні галузі зайнятості: освіта, охорона здоров'я та соціальна допомога — 29,0 %, науковці, спеціалісти, менеджери — 15,5 %, виробництво — 9,7 %, фінанси, страхування та нерухомість — 8,4 %.